# 小吃店

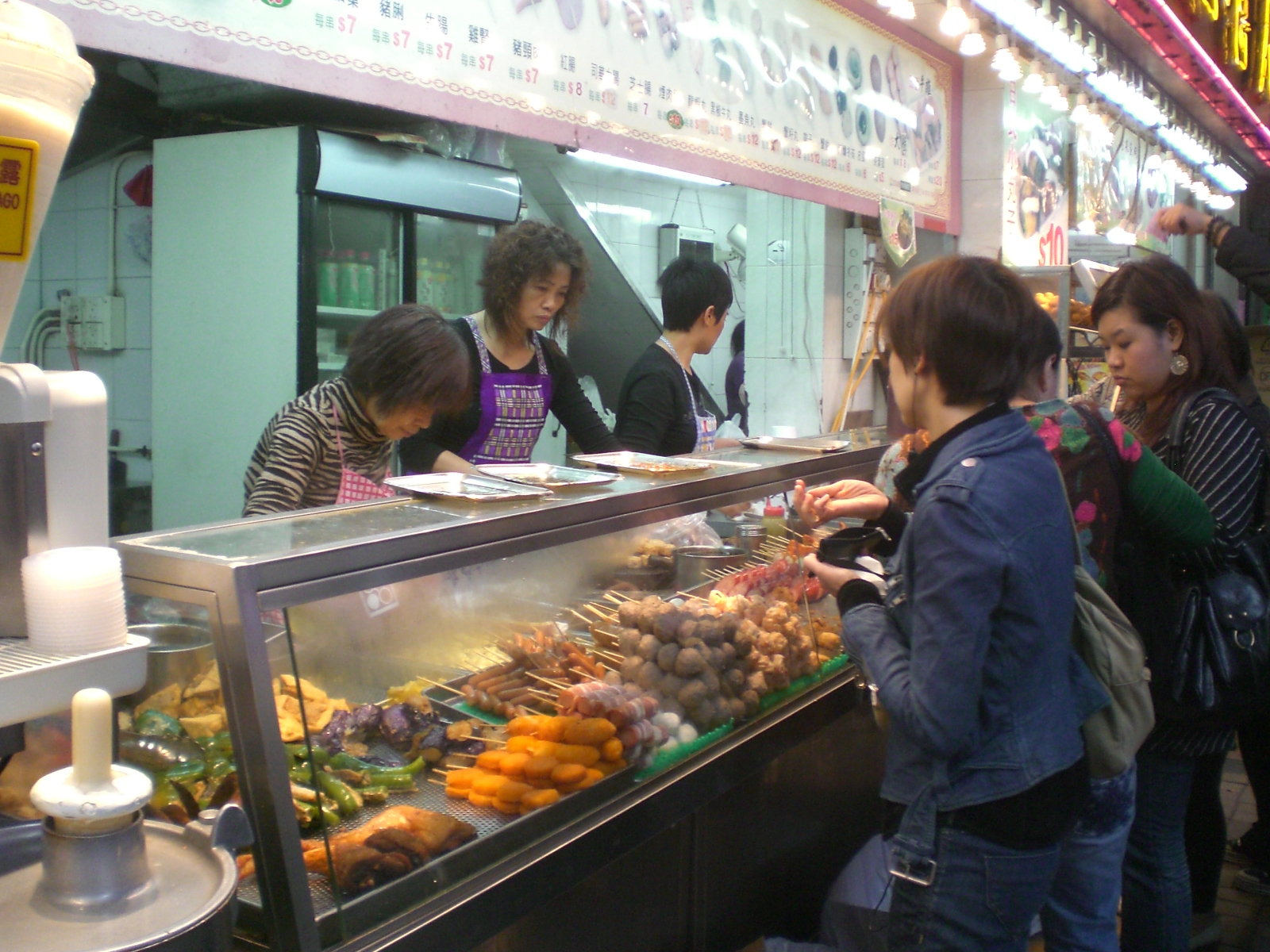
香港小食店地鋪

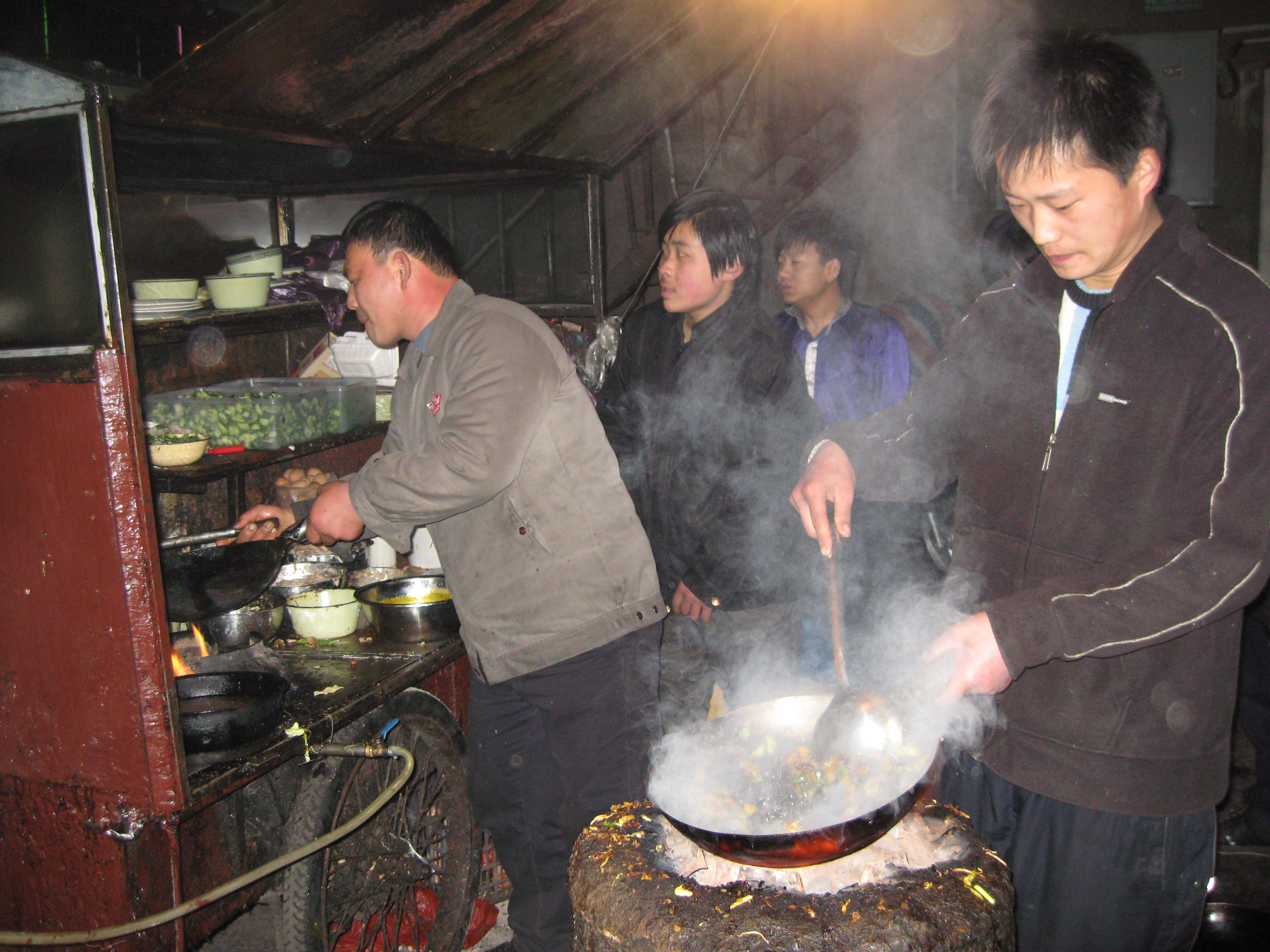
天津流動式小食店

小吃店，是專賣小吃或零食的食品店，大多開設於人流旺盛的街道、旅遊景點等，例如香港旺角、銅鑼灣、台北西門町和北京王府井小吃街等都有。店内布置介于餐厅和食品店之间，可能因為位於旺區、租金貴，不像餐廳或快餐店那样为顾客设置座位。一些地方例如日本的鐵路車站也會有小吃店。

## 小吃店賣的食物
小吃店專賣速食熟食，各地小吃店常見小吃如下：
- 香港街頭小吃：咖哩魚蛋、燒賣、煎釀三寶、碗仔翅、雞蛋仔、豬腸粉。
- 澳門：豬扒包、葡式蛋撻。
- 台灣小吃：炸雞排、蚵仔煎、肉羹、擔仔麵 、大腸包小腸、米血糕、燒肉粽、蔥油餅、黑白切。
- 中國大陸：炸醬麵、煎餅、燒賣、牛雜、茶葉蛋、麻辣燙、小籠饅頭。
- 新加坡、馬來西亞：海南雞飯、肉骨茶、椰浆饭、沙爹肉串、印度飞饼。
- 泰國、越南、緬甸、寮國、柬埔寨：沙爹肉串、西米露。
- 日本：人形燒、章魚燒。
- 美國：熱狗。
- 英國：炸魚薯條。
- 德國：德國香腸、德國豬腳。

## 相關
- 小吃街：為求更有特色，在旅遊名勝區小吃店會開駐在一起，成為特色小吃街，例如：台灣的九份，北京王府井大街。